# Artur Ullrich
Artur Ullrich (* 10. října 1957, Archangelsk) je bývalý východoněmecký fotbalista, obránce.

## Fotbalová kariéra
Ve východoněmecké oberlize hrál za Berliner FC Dynamo a FC Hansa Rostock. Nastoupil ve 224 ligových utkáních a dal 27 gólů. S Berliner FC Dynamo získal osmkrát mistrovský titul. V Poháru mistrů evropských zemí nastoupil ve 23 utkáních a dal 2 góly a v Poháru UEFA nastoupil ve 2 utkáních. Za reprezentaci Východního Německa (NDR) nastoupil v letech 1980-1983 ve 13 utkáních. V roce 1980 byl členem stříbrného východoněmeckého týmu na LOH 1980 v Moskvě, nastoupil ve 4 utkáních.

## Ligová bilance
| Ročník           | Zápasy | Góly | Klub                  |
| ---------------- | ------ | ---- | --------------------- |
| I. liga 1977/78  | 7      | 0    | Berliner FC Dynamo    |
| I. liga 1978/79  | 25     | 1    | Berliner FC Dynamo    |
| I. liga 1979/80  | 26     | 2    | Berliner FC Dynamo    |
| I. liga 1980/81  | 26     | 7    | Berliner FC Dynamo    |
| I. liga 1981/82  | 26     | 7    | Berliner FC Dynamo    |
| I. liga 1982/83  | 23     | 6    | Berliner FC Dynamo    |
| I. liga 1983/84  | 17     | 2    | Berliner FC Dynamo    |
| I. liga 1984/85  | 16     | 0    | Berliner FC Dynamo    |
| I. liga 1985/86  | 4      | 0    | Berliner FC Dynamo    |
| II. liga 1985/86 | 26     | 0    | Berliner FC Dynamo II |
| II. liga 1986/87 | 27     | 0    | FC Hansa Rostock      |
| I. liga 1987/88  | 26     | 2    | FC Hansa Rostock      |
| I. liga 1988/89  | 18     | 0    | FC Hansa Rostock      |
| I. liga 1989/90  | 10     | 0    | FC Hansa Rostock      |
| CELKEM I. liga   | 224    | 27   |                       |